# Kamomillkulla
Kamomillkulla (Anthemis cotula), även kallad Surkulla för sin fräna doft, är en ettårig växt som tillhör släktet kullor och familjen korgblommiga växter. Den är mycket sällsynt, men kan påträffas på frisk näringsrik lerjord, exempelvis åkrar, gårdar och vägkanter.
Kamomillkullan blir 20–50 cm hög och blommar i juni – september med stark och fränt doftande blommor som till utseendet liknar prästkrage. Stjälken är ganska styvt upprätt, rikt grenig och glest hårig. Bladen är ljust gulgrönaktiga med linjära flikar. Korgar 1,5–2,5 cm breda på kortare skaft än åkerkulla.
Kamomillkullan kan ganska lätt förväxlas med kamomill.

## Synonymer
Anthemis antiochia Eig
Anthemis cotula L.
Anthemis cotula subsp. psorosperma (Ten.) Arcang.
Anthemis cotula-foetida Crantz
Anthemis foetida Lam.
Anthemis psorosperma Ten.
Chamaemelum cotula (L.) All.
Chamaemelum foetidum Haller ex Baumg.
Maruta cotula (L.) de Candolle
Maruta foetida Gray
Maruta vulgaris Bluff & Fingerh.
Matricaria cotula (L.) Baill.